# Зубович, Елена Михайловна
Еле́на Миха́йловна Зубо́вич  (16 апреля 1957, Ленинград) — российская актриса театра и кино, заслуженная артистка Российской Федерации (2006).

## Биография
В 1974 году окончила ленинградскую среднюю школу № 321. Формирование выбора актёрской профессии относится к периоду обучения в старших классах школы, когда Елена начала активно заниматься в драматической студии.
Несмотря на несколько неудачных попыток поступления после окончания школы в театральный институт, она продолжала готовиться к вступительным экзаменам и в 1978 году была зачислена в ЛГИТМиК на курс И. П. Владимирова. В 1980 году перевелась на курс И. Р. Штокбанта. В 1983 году с отличием окончила институт. С 1983 года работает в Санкт-Петербургском музыкально-драматическом театре Буфф.

## Награды
- Медаль «В память 300-летия Санкт-Петербурга»
- Медаль «За заслуги перед Отечественной культурой»[2]
- заслуженная артистка Российской Федерации (2006)[1]
- Благодарность Губернатора Санкт-Петербурга
- Благодарность Законодательного Собрания Санкт-Петербурга (23 октября 2013) — за выдающиеся личные заслуги в сфере культуры и искусства в Санкт-Петербурге, многолетнюю успешную творческую деятельность, а также в связи с 30-летием со дня основания Санкт-Петербургского государственного бюджетного учреждения культуры «Санкт-Петербургский государственный музыкально-драматический театр «Буфф»[3]

## Творчество
Елена Зубович — актриса из первого поколения возрождённого в 1983 году театра «Буфф», где по сегодняшний день сыграла огромное количество ролей. Спектр её амплуа имеет широкий диапазон — от лирико-мелодраматических образов до остросатирических типажей, порождённых обществом в разные исторические эпохи.

### Роли в театре
- «Мандрагора» (Н.Макиавелли, постановка И.Штокбанта) — Лукреция;
- «Актёрские игры» (М.Зощенко, постановка Г.Круг) — медсестра;
- «Генералы в юбках» (Ж.Ануй, постановка И.Штокбанта) — Мари;
- «Миллионерша» (Б.Шоу, постановка И.Штокбанта) — Роза;
- «Дон Жуан» (Ж.-Б.Мольер, постановка И.Штокбанта) — донна Эльвира;
- «Лекарь поневоле» (Ж.-Б.Мольер, постановка И.Штокбанта) — Мартина;
- «Казанова в России» (автор и постановщик И.Штокбант) — Петровна;
- «Распутник» (Э.-Э. Шмитт, постановка И.Штокбанта) — мадам Дидро;
- «Как любят зоаки» (С.Гитри, постановка А.Капилевича) — хозяйка гостиницы;
- «На глазах у женской береговой охраны» (П.Бекеш, постановка М.Смирнова) — медсестра Петронелла;
- «Милейший Селимар» (Э. Лабиш) — мадам Коломбо;
- «Идеальный муж» (О. Уайльд) — графиня Базалтон;
- «Блюз» (А.Николаи) — мадам Карлье;
- «Сцены у Фонтана» (С.Злотников) — Туся;
- «Пленые духи» (О. и В. Пресняковы) — мама Саши;
- «Коломба» (Ж.Ануй) — мадам Жорж;
- «Великолепный рогоносец» (Ф. Кроммелинк) — кормилица;
- «Хефец» (Х.Левин, реж. И. Миркубанов) — Хана Чарлич;
- «Квартира для любовницы» (И.Штокбант) — Вера;
- «С новым годом, Лера!» (И.Шкокбант) — Марья Петровна и др.
- «Небесный тихоход» (В.Шестаков) — Военврач Львович

### Эстрадные программы театра «Буфф»
- Кружатся диски
- Первый концерт
- Гостиный двор
- С радостью и волнением
- Перекрёсток
- Не со мной
- Не грусти

### Режиссёрские работы
На сцене театра «Буфф» Елена Зубович поставила спектакли для детей:
- «Классная сказка»
- «Ура, каникулы!»
- «Год обезьяны»
- «Собачий вальс»
- «В гостях у сказки»

### Роли в кино
- «Внутреннее расследование», роль: Мария Тимченко
- «Улицы разбитых фонарей» (серия «Куколка»), роль: Ольга
- «Свидание», роль: Ирина
- «Колыбель над бездной» (12-я серия), роль: Наталья Андреевна